# Mistrzostwa Europy w Lekkoatletyce 1958 – bieg na 80 m przez płotki kobiet

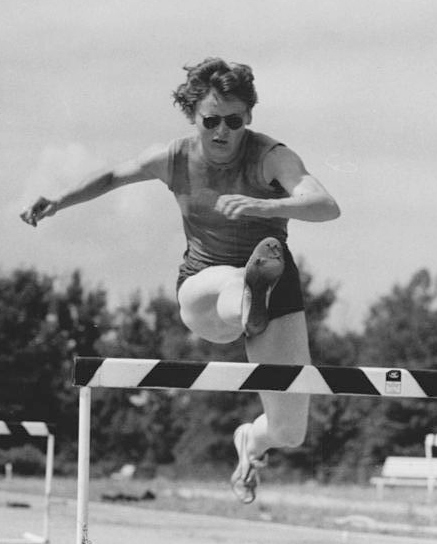
Gisela Birkemeyer

Bieg na dystansie 80 metrów przez płotki kobiet był jedną z konkurencji rozgrywanych podczas VI Mistrzostw Europy w Sztokholmie. Biegi eliminacyjne zostały rozegrane 20 sierpnia, półfinałowe 21 sierpnia, a bieg finałowy 22 sierpnia 1958 roku. Zwyciężczynią tej konkurencji została reprezentantka ZSRR Galina Bystrowa. W rywalizacji wzięło udział czternaście zawodniczek z siedmiu reprezentacji.

## Rekordy
| Rekord świata     | Zenta Gastl (FRG)      | 10,6 | Frechen, RFN      | 27.07.1956 |
| Rekord Europy     | Zenta Gastl (FRG)      | 10,6 | Frechen, RFN      | 27.07.1956 |
| Rekord mistrzostw | Maria Gołubnicza (SUN) | 10,7 | Berno, Szwajcaria | 28.08.1954 |

## Wyniki

### Eliminacje
Bieg 1
| Miejsce | Zawodniczka     | Czas | Uwagi |
| ------- | --------------- | ---- | ----- |
| 1       | Galina Bystrowa | 11,1 | Q     |
| 2       | Marthe Djian    | 11,2 | Q     |
| 3       | Anneliese Karl  | 11,5 | Q     |
| 4       | Sneżana Żałowa  | 11,6 |       |

Bieg 2
| Miejsce | Zawodniczka       | Czas | Uwagi |
| ------- | ----------------- | ---- | ----- |
| 1       | Carole Quinton    | 11,1 | Q     |
| 2       | Nelli Jelisiejewa | 11,1 | Q     |
| 3       | Friedl Murauer    | 11,4 | Q     |

Bieg 3
| Miejsce | Zawodniczka        | Czas | Uwagi |
| ------- | ------------------ | ---- | ----- |
| 1       | Zenta Kopp         | 11,0 | Q     |
| 2       | Wil Bakker         | 11,5 | Q     |
| 3       | Miroslava Trkalová | 11,6 | Q     |

Bieg 4
| Miejsce | Zawodniczka         | Czas | Uwagi |
| ------- | ------------------- | ---- | ----- |
| 1       | Gisela Birkemeyer   | 11,1 | Q     |
| 2       | Wałentyna Masłowska | 11,4 | Q     |
| 3.      | Maria Musso         | 11,5 | Q     |
| 4       | Milka Babović       | 11,6 |       |

### Półfinały
Półfinał 1
| Miejsce | Zawodniczka     | Czas | Uwagi |
| ------- | --------------- | ---- | ----- |
| 1       | Galina Bystrowa | 10,7 | Q CR  |
| 2       | Zenta Kopp      | 10,9 | Q     |
| 3       | Wil Bakker      | 11,5 | Q     |
| 4       | Maria Musso     | 11,5 |       |
| 5       | Friedl Murauer  | 11,8 |       |
| –       | Marthe Djian    | DNF  |       |

Półfinał 2
| Miejsce | Zawodniczka         | Czas  | Uwagi |
| ------- | ------------------- | ----- | ----- |
| 1       | Gisela Birkemeyer   | 10,8  | Q     |
| 2       | Carole Quinton      | 10,9  | Q     |
| 3       | Nelli Jelisiejewa   | 11,10 | Q     |
| 4       | Wałentyna Masłowska | 11,2  |       |
| 5       | Anneliese Karl      | 11,5  |       |
| 6       | Miroslava Trkalová  | 11,7  |       |

### Finał
| Miejsce | Zawodniczka       | Czas |
| ------- | ----------------- | ---- |
| 1       | Galina Bystrowa   | 10,9 |
| 2       | Zenta Kopp        | 10,9 |
| 3       | Gisela Birkemeyer | 11,0 |
| 4       | Carole Quinton    | 11,0 |
| 5       | Nelli Jelisiejewa | 11,2 |
| 6       | Wil Bakker        | 11,5 |